# Nagydobsza
Nagydobsza é um município da Hungria, situado no condado de Baranya. Tem 13,23 km² de área e sua população em 2019 foi estimada em 601 habitantes.